# تئاتر مستقل تهران
تئاتر مستقل تهران یکی از کمپانی‌های تئاتر خصوصی در تهران می‌باشد.
این تماشاخانه در شهر تهران در خیابان رازی، در ضلع شرقی بوستان دانشجو و مجموعهٔ فرهنگی هنری تئاتر شهر قرار داشت. این مجموعهٔ فرهنگی هنری به صورت غیررسمی در آذرماه ۱۳۹۴ خورشیدی هم‌زمان با هفته تئاتر لهستان در ایران افتتاح شد. این مجموعه در بهمن ماه همان سال با اجرای باد شیشه را می‌لرزاند به صورت رسمی افتتاح شد افتتاح عمومی این مجموعه با اجرای نمایش باد شیشه را می‌لرزاند به کارگردانی هستی حسینی و مصطفا کوشکی در ۲۵ بهمن ۱۳۹۴ برگزار شد.
این مجموعه فرهنگی خصوصی که یکی از بزرگ‌ترین کمپانی‌های نمایش در ایران محسوب می‌شد با زیربنای ۱۱۰۰ متر و سالن انتظار ۳۰۰ متری با ظرفیت چینش دوسویه و سه‌سویه به میزان ۲۳۰ نفر و چینش تک‌صندلی به شکل یک سویه به‌شمار ۱۶۵ تماشاچی بود همچنین این مجموعه دارای یک تالار بلک باکس با ارتفاع ۱۶۸ متر با قابلیت چینش ۱۰۴ صندلی در سه جهت را دارا بود. بر طبق گفته‌های مصطفا کوشکی مدیر «تئاتر مستقل تهران»؛ اولویت این کمپانی تولید نمایش‌های باکیفیت و حمایت گروه‌های دانشجویی خواهد بود که قابلیت رشد و پیشرفت در زمینه اجرای حرفه‌ای نمایش را داشته باشند
«تئاتر مستقل تهران» در سال ۱۳۹۹ پس از همه‌گیری کووید ۱۹ تعطیل شد.
و در بهار ۱۴۰۱ پس از دو سال تعطیلی در مکانی تازه به آدرس کریم خان، خیابان خردمند شمالی، خیابان دهم پلاک ۹ و تحت نام خانه مستقل تهران بازگشایی شد.